# Liana Issakadse

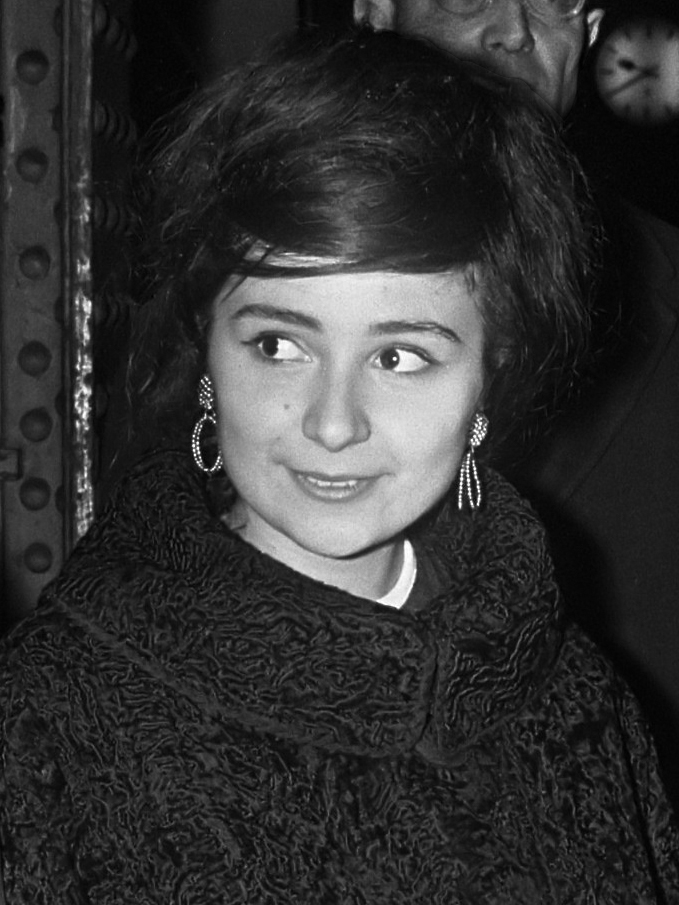
Liana Issakadse (1967)

Liana Issakadse (georgisch ლიანა ისაკაძე, russisch Лиана Александровна Исакадзе, Transkription Liana Alexandrowna Issakadse; * 2. August 1946 in Tiflis; † 5. Juli 2024 ebenda) war eine sowjetische bzw. georgische Geigerin und Dirigentin. Ihr Bruder Eldar Issakadze war Cellist, die Pianistin Irma Issakadze ist ihre Nichte.

## Leben
Liana Issakadse wurde in Tiflis geboren. Bereits im Alter von neun Jahren spielte sie mit dem staatlichen Sinfonieorchester. 1956 spielte sie ihr erstes Solokonzert. Nachdem sie das Moskauer Konservatorium absolviert hatte, wurde sie für zwei Jahre David Oistrachs Assistentin. 1965 gewann sie den Premier Grand Prix beim Long-Thibaud-Crespin-Wettbewerb in Paris und konzertierte seither als Geigerin in ganz Europa. 1970 gewann sie gemeinsam mit Pavel Kogan den 1. Preis bei der International Jean Sibelius Violin Competition in Helsinki.
Von 1970 bis 1994 war sie Solistin im Verband der Moskauer Staatlichen Philharmonie, unternahm weltweit Tourneen mit dem Staatlichen Akademischen Sinfonieorchester der UdSSR unter Jewgeni Swetlanow und mit dem Moskauer Philharmonischen Orchester unter Dmitri Kitajenko, konzertierte zudem mit Dirigenten wie Gennadi Roschdestwenski und Kirill Kondraschin.
1981 wurde sie künstlerische Leiterin und bald darauf Chefdirigentin des 1964 gegründeten Staatlichen Georgischen Kammerorchesters, das sie durch Tourneen und Tonträger zu einem international namhaften Ensemble entwickelte. Mit diesem Orchester übersiedelte sie 1990 von Tiflis nach Ingolstadt und war dort weiterhin bis 1995 als Chefdirigentin dieses Ensembles tätig. In Tiflis entstand inzwischen ein neues Staatliches Georgisches Kammerorchester, dessen künstlerische Leitung Issakadse daraufhin übernahm und bis 2004 innehatte. Issakadse blieb weiterhin als Geigerin, Dirigentin sowie Musikpädagogin tätig, u. a. gründete sie 2009 ein südosteuropäisches Jugendorchester, rief 2011 in Tiflis das Festival Night Serenades mit zugehörigem Ensemble ins Leben und wirkte als Jurymitglied bei internationalen Wettbewerben mit. Sie lebte in Paris und Grasse bei Cannes.
Von 1964 bis 1981 spielte sie auf einer Stradivari der Staatlichen Moskauer Musikinstrumentensammlung, seit Mitte der 1990er Jahre auf einer Andrea Guarneri aus dem Jahr 1678.
1988 wurde sie als Volkskünstler der UdSSR ausgezeichnet.